# Кронпринсессегаде
Кронпринсессегаде (дат. Kronprinsessegade) — улица в центральной части Копенгагена, названная в честь кронпринцессы Марии Софии. Улица появилась в ходе реконструкции Копенгагена после крупного пожара 1795 года, уничтожившего большую часть города. Большая часть домов, преимущественно построенных в манере европейского классицизма, появилась на улице в течение первых нескольких десятилетий после пожара. Кронринсессегаде отходит от улицы Готерсгаде, и проходя вдоль восточной границы Королевского сада, следует далее на юг к Восточному железнодорожному вокзалу. Главной достопримечательностью улицы Кронпринсессегаде, является расположенный на ней музей Л. К. Давида, экспозиция которого состоит из произведений исламского искусства, а также живописи Золотого века Дании и небольшой коллекции современного искусства.